# 大电影2.0两个傻瓜的荒唐事
《大电影2.0两个傻瓜的荒唐事》（以下简称大电影2）是导演阿甘在2007年拍摄的一部喜剧电影，是继2006年《大电影之数百亿》之后的第二部“大电影系列”作品。于2007年12月21日首映。电影的剧本改编自西班牙电影《幸福的黄色电影》（Torremolinos 73）。不同与前作大量恶搞电影的手法，本作的大量喜剧元素是靠幽默的对话和表演组成的，恶搞成分较前作大为减少。而原片中仅有的5分钟恶搞也因为交付审查而被删掉，仅在互联网上发布。

## 剧情
文耀（郭涛饰）是战地记者文泽的儿子，酷爱拍电影。但生不逢时，一直为一家出版社做推销工作。在公交车上推销《新婚指南》途中，遇到在音像出版社工作的老同学赵希。一次被小偷偷窃过程中，文耀不惜代价追回被盗财物，还逼迫小偷购买《新婚指南》。在小偷的启发下，文耀开始筹款拍摄《新婚指南》DVD版。文耀很快物色到男主角阿毛（李璨琛饰），也经过海选，选出女主角美凤。在试戏过程中，美凤携带摄像头，故意引诱文耀与之身体接触，并偷拍了一切。在威胁文耀确定自己当女主角不成后，美凤将偷拍录像故意修改后，传到网上，文耀一夜之间，成为众人皆知的流氓导演。正当他苦恼之时，他的“恶名”却意外地被发行商看重，因而得到了三万拍摄定金。
文耀找到阿毛和燕子（姚晨饰）开始拍摄时，被其妻小鱼（刘心悠饰）误解。从而剧组被解散。误会消除之后，文耀决定和妻子担任男女主角，继续拍片。经过一个多月的拍摄，二人冷淡多年的夫妻生活被重新点燃。然而此时文化稽查大队却以没有拍摄许可证为由扣押了文耀的设备。没有拍摄器材，赵希却催促文耀在一周内交片。小鱼暗地里向经常光顾她生意的董先生借款，借款当天，二人大醉，董先生与小鱼发生了性关系。
文耀与小鱼结婚四年，一直无子，文耀因此去做精子检验，得知他没有生育能力。而回到家小鱼却告诉他自己已经怀孕。文耀感到不解，但不说什么。
叫片后，发行商很满意，电影发行火暴，小鱼也生下了孩子，取名“文化”。电影以一岁的文化观看《新婚指南》电影作结。

## 细节
电影延续了前作的取名风格，将英文名定为“Two Stupid Eggs”，这依然是一句中式英语。此外，电影的序号使用“2.0”而不是常规的“2”，是为了模仿电脑软件的命名方式，以追求恶搞效果。
电影美凤偷拍一节其实是电影借机针砭时弊，指出当下一些导演大搞潜规则的行为。